# 京都ハンナリーズ
京都ハンナリーズ（きょうとハンナリーズ、英: Kyoto Hannaryz）は、京都府京都市をホームタウンとするプロバスケットボールチーム。運営法人はスポーツコミュニケーションKYOTO株式会社。2008年に創設され、現在はB1リーグの西地区に所属している。

## 概要
ホームタウンは京都府京都市で、運営母体はスポーツコミュニケーションKYOTO。チーム名・「ハンナリーズ」（HANNARYZ）は京言葉の「はんなり」から命名。「上品で明るく華やかなさま」を表しており、かつて日本の都であった歴史ある都市・京都にふさわしい言葉として命名された。また、忘れ去られようとしている古式ゆかしき言葉をチーム名に表現することで文化の継承に役立ちたいという想いも込められている。

### クラブカラー
- 花浅葱

クラブカラーは、創設より新選組の羽織のカラーである浅葱色が採用されてきた。2023-24シーズンからは浅葱色からより青味を強めた花浅葱（呼称：ハンナリーズブルー）にリニューアルチェンジがなされている。また、ユニフォームなどにはサブカラーとしてブラック、ホワイトも使用されている。

### ユニフォームサプライヤー
- 2009年 - 2013年 : CONVERSE
- 2013年 - 2016年 : オンザコート
- 2016年 - 2017年 : SPALDING
- 2017年[5][6] - 2023年[7] : hummel
- 2023年 - 現在：TRES

### 歴代ユニフォーム
| HOME      | HOME      | HOME      | HOME      | HOME      |
| --------- | --------- | --------- | --------- | --------- |
| 2017 - 18 | 2018 - 19 | 2019 - 20 | 2020 - 21 | 2021 - 22 |
| 2022 - 23 | 2023 - 24 | 2024 - 25 | 2025 - 26 |           |
|           |           |           |           |           |

| AWAY      | AWAY      | AWAY      | AWAY      | AWAY      |
| --------- | --------- | --------- | --------- | --------- |
| 2017 - 18 | 2018 - 19 | 2019 - 20 | 2020 - 21 | 2021 - 22 |
| 2022 - 23 | 2023 - 24 | 2024 - 25 | 2025 - 26 |           |
|           |           |           |           |           |

### ユニフォームスポンサー （2025-26シーズン）
- 前面：ジーエス・ユアサコーポレーション（左肩）、SCREENホールディングス（中央）
- 背面：京都銀行（背番号上部）、アーキエムズ（選手名下部）
- パンツ：鶴見製作所（右前腰部、「ツルミポンプ」明記）、日本総合開発（右前太もも上）、エイブル（右前太もも下）、TANAX（左前上）、Drag Store Live（左前下）、よーじや（右後ろ上）、プリントパック（右後ろ中央）、京都花室おむろ（右後ろ下）、井筒（左後ろ上）、安藤不動産（左後ろ下）

### 開催アリーナ
| -              | -                              | 09-10 | 10-11 | 11-12 | 12-13 | 13-14 | 14-15 | 15-16 | 16-17 | 17-18 | 18-19 | 19-20 | 20-21 | 21-22 | 22-23 | 23-24 |
| -------------- | ------------------------------ | ----- | ----- | ----- | ----- | ----- | ----- | ----- | ----- | ----- | ----- | ----- | ----- | ----- | ----- | ----- |
| 京都市         | 京都市体育館                   | 14    | 18    | 20    | 14    | 2     | 10    | 10    | 24    | 22    | 25    | 16    | 26    | 27    | 30    | 26    |
| 京都市         | 京都府立体育館                 | 6     | 2     | 2     | -     | 4     | 4     | -     | -     | -     | -     | 2     | -     | -     | -     | 4     |
| 京都市         | 横大路運動公園体育館           | -     | -     | -     | -     | 2     | -     | -     | -     | -     | -     | -     | -     | -     | -     | -     |
| 京都市         | 京都産業大学総合体育館         | -     | -     | -     | -     | -     | -     | 2     | -     | -     | -     | -     | -     | -     | -     | -     |
| 山城･南丹 地域 | 向日市民体育館                 | 6     | 4     | 2     | 4     | 4     | 2     | -     | -     | 4     | 1     | -     | -     | -     | -     | -     |
| 山城･南丹 地域 | 亀岡運動公園体育館             | -     | -     | -     | 2     | 2     | 2     | 2     | -     | -     | -     | -     | -     | -     | -     | -     |
| 山城･南丹 地域 | 京都府立山城総合運動公園体育館 | -     | -     | -     | -     | 2     | 2     | 4     | -     | -     | -     | -     | -     | -     | -     | -     |
| 山城･南丹 地域 | 田辺中央体育館                 | -     | -     | -     | -     | -     | -     | -     | 2     | -     | -     | -     | -     | -     | -     | -     |
| 京都府北部     | 舞鶴文化公園体育館             | -     | -     | -     | 2     | 2     | 2     | 2     | 2     | -     | -     | -     | -     | -     | -     | -     |
| 京都府北部     | 福知山三段池公園総合体育館     | -     | -     | -     | 2     | 4     | 2     | 2     | -     | 2     | 2     | 2     | -     | -     | -     | -     |
| 京都府北部     | 宮津市民体育館                 | -     | -     | -     | -     | 2     | -     | 2     | -     | -     | -     | -     | -     | -     | -     | -     |
| 三重県         | 三重県営サンアリーナ           | -     | -     | 2     | 2     | 2     | 2     | 2     | 2     | 2     | 2     | -     | 2     | -     | -     | -     |
| ホーム試合数計 | ホーム試合数計                 | 26    | 24    | 26    | 26    | 26    | 26    | 26    | 30    | 30    | 30    | 20    | 28    | 27    | 30    | 30    |

- 2012-13シーズンの京都府立体育館、13-14シーズンの京都市体育館はアリーナ改修に伴い開催が減少した。
- 2010-11シーズンは東日本大震災の影響により、向日市民体育館での2試合（大阪戦）は中止となった。
- 2019-20シーズンは新型コロナウイルスの影響により、京都市体育館での8試合（北海道戦2試合・島根戦2試合・琉球戦2試合・名古屋D戦1試合・滋賀戦1試合）、三重県営サンアリーナでの2試合（三河戦）が中止となった。また、3月14日・15日の名古屋D戦は、無観客試合として開催されている。
- 2020-21シーズンは新型コロナウイルスの影響により、京都市体育館での2試合（三河戦）が中止となった。
- 2021-22シーズンは新型コロナウイルスの影響により、京都市体育館での3試合（千葉戦2試合・島根戦1試合）が中止となった。
- 2011年4月から2021年3月までの10年間、京都市体育館は、スポーツコミュニケーションKYOTO株式会社が命名権を取得し、通称ハンナリーズアリーナに変更されていた[8]。その後、2023年10月1日から2033年9月30日まで、産業用装置メーカーの株式会社片岡製作所が命名権を取得し、通称かたおかアリーナ京都と命名された[9]。

## 歴史
2008年9月、京都チームのbjリーグ参戦決定が発表される。11月17日、チーム名「京都ハンナリーズ」が発表される。続いてチームロゴの一般公募が開始され、4月10日に参入スローガンと併せて発表される。

### bjリーグ

#### 2009-10シーズン
初代ヘッドコーチ（HC）にデービッド・ベンワー、アシスタントコーチ（AC）に青野和人が就任。エクスパンションドラフトでは岩佐潤と澤岻直人、新人ドラフトで瀬戸山京介と川辺泰三を獲得。他に早川大史、村上直、マクムード・アブドゥル＝ラウーフ、ジョッシュ・ボスティック、ジョン・クリフォード、レダ・ラリーミと契約する。
開幕戦は滋賀との「京滋ダービー」。イベントには京都府出身でバスケットボール経験者のタレント、安田美沙子が来場した。開幕2戦目で初勝利を記録。シーズン途中に浅野崇史を加え、早川を解雇して5人目の外国人ジェイアール・インマンを獲得する。2010年2月、放送作家・脚本家の小山薫堂が広報企画アドバイザーに就任。4月2日、ベンワーHCが休養し、青野ACがHC代行として残り試合の指揮を執ることとなる。最終順位は西地区7チーム中6位。

#### 2010-11シーズン
青野がHCに正式就任。澤岻、岩佐、浅野、インマン、ボスティック、クリフォード、ラリーミが退団し、仲村直人、井上裕介、レジー・ウォーレン、マイケル・フェイ、キブエ・トリム、前年のレギュラーシーズンMVPのウェンデル・ホワイトが加入。
ホーム開幕戦で沖縄に連勝したが、直後に5連敗を喫した。ウォーレンやフェイの故障による戦線離脱もあったが、ホワイトが1月16日の滋賀戦（向日市）において、チーム初のトリプル・ダブル（29得点・15リバウンド・13アシスト、自身はbjリーグで2回目）を記録するなどしてチームを牽引し、前半戦を勝率5割で折り返した。2010年末に練習生の川畑隼人と選手契約。後半戦は1勝1敗を繰り返し貯金を積めなかったが、3月に5連勝を記録した。3月11日に発生した東日本大震災の影響でホワイトが退団。入れ替わりに活動を休止した仙台の日下光と埼玉のゴードン・クライバーをレンタル移籍で受け入れた。一時は西地区4位に浮上したが、最終的には西地区5位で初のプレイオフ出場が決定した。
プレイオフ・ファーストステージは滋賀県立体育館で滋賀と対戦し、第1戦に勝利したが第2戦・第3戦を連敗し敗退した。

#### 2011-12シーズン
青野HCが退団し、新HCには前仙台HCの浜口炎が3年契約で就任。川畑と外国人全員が退団。石橋晴行、ランス・オーレッド、リック・リカート、ジャーメイン・ボイェットおよびリー・クマードが新加入。
共に211cmのオーレッドとリカートの"ツインタワー"を軸としたバスケを展開し、11月10日の大分戦(ハンナリ)から12月25日の秋田戦(京都府立)まで西地区歴代最長の12連勝を記録した。12月に211cmのババカ・カマラを補強。最終盤の10試合で8勝2敗を記録して西地区3位となりプレイオフに進出。
ファーストステージ（ハンナリ）の島根戦は1勝1敗となった後の第3戦に勝利してカンファレンスセミファイナルに進出。大阪とのカンファレンスセミファイナル（住吉スポーツセンター）も第3戦に勝利して有明コロシアムで開催されるファイナルズへの初出場が決定した。ファイナルズではウエスタンカンファレンスファイナルの琉球戦、3位決定戦の横浜戦ともに敗れたが、過去最高の最終順位4位でシーズンを終えた。

#### 2012-13シーズン
浜口HCの2シーズン目。石橋、仲村、川辺、井上、オーレッド、リカート、クマード、カマラが退団し、寒竹隼人、岡田優、片岡大晴、北村豪希、稲垣諒、デイビッド・パルマー、ジーノ・ポマーレと、マーカス・クザンが新加入。
開幕8連敗スタートとなったが直後に8連勝した。西地区5位でプレイオフに進出。ファーストラウンドは西4位の滋賀に2連勝し、カンファレンスセミファイナルに進出。西1位の琉球と対戦したカンファレンスセミファイナルでは1勝1敗で迎えた第3戦を19-14で制して2シーズン連続でのファイナルズ進出が決定。ウエスタンカンファレンスファイナルで福岡に大敗した後、3位決定戦で新潟に勝利して前シーズンの成績を上回った。

#### 2013-14シーズン
浜口HCの3シーズン目。片岡、稲垣、ポマーレ、クザン、ボイェットが退団し、枡田祐介、薦田拓也、日下光、綿貫瞬、クリス・ホルム、ジョー・ワーナー、エドウィン・ユービレスが加入した。
開幕から5連勝のスタート。直後に4連敗を喫したが、勝利数は2011-12シーズンに並ぶ34勝、順位は過去最高の西地区2位でプレイオフに進出。プレイオフ・カンファレンスセミファイナルでは西地区3位の滋賀を破り、3シーズン連続でのファイナルズ出場が決定。ウエスタンカンファレンスファイナルで琉球に、3位決定戦で富山に敗れ総合4位で終了。

#### 2014-15シーズン
浜口HCの4シーズン目。岡田、寒竹、北村、ホルム、ワーナー、ユービレスが退団し、内海慎吾、レジー・ウォーレン、ライアン・フォーハンケリー、ケビン・コッツァーが新入団。序盤より琉球、浜松と首位争いを演じる。連敗は最大でも2にとどめ、最終的に歴代最高の44勝をあげ、西地区1位でプレイオフに進出。ファーストラウンドでは西8位の高松を破ったが、セミファイナルで西4位の滋賀に敗れて、4シーズンぶりにファイナルズ進出を逃した。

#### 2015-16シーズン
浜口HCの5シーズン目。枡田、綿貫、ウォーレン、フォーハンケリーが退団し、籔内幸樹、徳永林太郎、佐藤託矢、ラリー・オーウェンスが加入。
12月1週目の試合を最後にパルマーが引退し、短期契約で12月2週目のみトラビス・デロチョウスキーが所属。翌3週目の試合を前に故障でオーウェンスが退団し、モーゼス・エハンベとタイレン・ジョンソンの2名が加入。2シーズン連続で西地区1位でプレーオフに進出。ファーストラウンドは西8位の福岡に、セミファイナルでは西5位の滋賀にホームでそれぞれ2連勝し、2シーズンぶりにファイナルズ進出が決定。しかし、ウエスタンカンファレンスファイナルの琉球戦に56-87で大敗し、4度目のファイナルズ出場でもカンファレンスファイナルを突破することができなかった。翌日の3位決定戦の秋田戦も74-122で大敗した。

### B.LEAGUE

#### 2016-17シーズン（B1西地区）
シーズンスローガン：「GO all out」
浜口HCの6シーズン目。bjリーグとNBLが統合して発足した新リーグ「B.LEAGUE」の1部西地区に所属となる。瀬戸山京介が現役を引退し、京都両洋高校の体育教師並びに男子バスケットボール部監督となった。他では、薦田拓也がライジングゼファー福岡へ、徳永林太郎が香川ファイブアローズへと移籍した。モーゼス・エバンべ、タイレン・ジョンソンの両外国籍選手も退団。一方で、日立サンロッカーズ東京から地元・京都市出身選手の川嶋勇人を獲得。他にも、千葉ジェッツから岡田優介、フランスリーグ1部のBCM Gravelines Dunkerque Grand Littoralからマーカス・ダブ、カタールのAl Rayyan Dohaからローレンス・ヒルを獲得した。また、シーズン途中にも、12月9日に社会人バスケットボールリーグの新生紙パルプ商事より頓宮裕人と、2月1日には東海大学4年の伊藤達哉とそれぞれプロ契約を結んでいる。Bリーグ移行後の初代キャプテンには佐藤託矢が就任。副キャプテンには内海慎吾が就いた。
B.LEAGUEとしての初試合は、9月24日にアウェーで名古屋D（旧NBL:三菱電機名古屋）とのカードが組まれた。開幕戦は4Qに逆転され敗戦するも、続く2戦目をオーバータイムの末に79-76で制し、B.LEAGUE移行後の初勝利を記録した。翌週10月1日の本拠地開幕戦は大阪とのカードが組まれ、72-63でB.LEAGUEホーム初勝利を飾る。序盤より勝率5割を下回っていたが、12月からのインターカンファレンス戦で上位のA東京、SR渋谷、栃木戦で勝利を記録した。中でも12月18日の栃木戦では、45-63と18点ビハインドで迎えた最終クオーターに猛攻を仕掛け逆転に成功し、72-70の大逆転勝利を飾る。西地区2位争いは琉球、名古屋D、大阪、京都が4ゲーム差にひしめく混戦となり、3月1日には琉球を退団していたモー・チャーロと契約して最後の追い込みを掛ける。しかし、同地区対決が固まる最終盤の15試合で4勝11敗と勝ち星が伸び悩み、最終成績は25勝35敗の西地区6チーム中5位。B.LEAGUE CHAMPIONSHIPSへの出場を逃した。シーズン終了後は日下光、籔内幸樹が現役を引退した。

#### 2017-18シーズン（B1西地区）
シーズンスローガン：「ダシツクセ！ハンナリーズ。」
浜口HCの7シーズン目。ACのジェイミー・アンドリセビッチが退団し、島根スサノオマジックでACを務めた久山智志が新たにACに就任。選手では、日下光と籔内幸樹が現役を引退。小島元基がアルバルク東京へ、川嶋勇人が三遠ネオフェニックスへ、佐藤託矢が横浜ビー・コルセアーズへ、村上直がシーホース三河へ、ケビン・コッツァーが広島ドラゴンフライズへ移籍。2月末に加入したモー・チャーロも退団。一方で、滋賀からジュリアン・マブンガ、川崎から永吉佑也と晴山ケビン、香川から坂東拓、仙台から片岡大晴が加入した。片岡は4シーズンぶりの京都復帰となる。更に大阪から綿貫瞬が期限付き移籍で加入。外国籍選手ではジョシュア・スミスがフィリピンリーグの Talk N Text Ka Tropaから加入した。また、12月14日には三遠を自由交渉となっていたローレンス・ブラックレッジと契約を結んだが、翌月には契約解除となり岩手ビッグブルズに移籍している。
7月1日、新たなプライマリーロゴを発表した。開幕は三遠に連勝スタート。特に16-17シーズンで0勝8敗と全く歯が立たなかったシーホース三河が、島根･西宮のB1昇格を受けて中地区に移動した恩恵は大きく、シーズン後半に1敗を挟んで7連勝と5連勝を記録するなど、快調に勝ち星を重ねる。伊藤達哉やジュリアン・マブンガのゴール下へのアタックに加え、体重150kgを誇るジョシュア・スミスがゴール下での圧倒的な支配力を持ったことで相手ディフェンスが収縮し、キックアウトしたパスを岡田優介や片岡大晴、内海慎吾らシューター陣がスリーポイントシュートを沈める攻撃的バスケットが功を奏した。3月25日の島根戦に勝利したことで西地区の2位以上が確定し、Bリーグ移行後では初のCHAMPIONSHIPS進出を決める。逆転優勝に向けての直接対決となった4月1日の琉球戦では、チーム最多観客動員数を大幅に更新する4207人の来場者を記録するも、試合は琉球に連敗。最終的には34勝26敗で西地区6チーム中2位（リーグ全体7位）となった。CHAMPIONSHIPSは、大黒柱のジョシュア・スミスが、5月2日の西宮戦で殴りつけたボールを観客に当てて負傷させた件で5試合の出場停止処分を受けたこともあり、クォーターファイナルで東地区2位（全体3位）のA東京に2連敗して敗退となった。

#### 2018-19シーズン（B1西地区）
シーズンスローガン：「ダシツクセ！」
浜口HCの8シーズン目。新たに、西宮ストークスHCを務めていた高橋哲也がACに就任する。前年の17-18シーズンにはチャンピオンシップに初進出するなどチーム力が高まっていたことを受け、この年は日本人選手全員を契約継続とする継続路線を採る。マーカス・ダブがフランス1部に昇格したFOS Provence Basketに移籍、150kgの超重量級センターのジョシュア・スミスが富山グラウジーズに移籍した一方、韓国リーグ（KBL）で得点王のデイヴィッド・サイモンを獲得。日本人選手では新たに、大阪体育大学の岸田篤生とプロ契約を結んだ。また、後述する坂東拓の契約解除を受け、10月4日に香川ファイブアローズを自由交渉となっていた近忍を獲得する。永吉の不祥事により手薄になったインサイドでは、シーズン途中に筑波大学4年の玉木祥護と東海大学4年の鶴田美勇士の両ビッグマンと特別指定選手契約を結んでいる。
8月20日にインドネシアで行われていたアジア競技大会の最中に、男子バスケットボール日本代表の4選手が、ジャカルタの歓楽街で買春行為を行っていたことが発覚。そのうちの1人である永吉佑也にも、日本オリンピック委員会からは大会選手資格を剥奪と強制帰国処分を下され、日本バスケットボール協会を通じて、1年間の試合出場停止処分と処分期間中の社会奉仕活動への従事が言い渡される（4月11日をもって処分は解消となった）。
また、翌週の8月30日には、坂東拓が窃盗で現行犯逮捕され、翌31日にも別の窃盗事件の疑いで京都府警に再逮捕される。坂東が両事件の容疑を認めたことを受け、京都は9月4日に選手契約を解除した。この後、坂東には懲役1年2ヶ月・執行猶予3年の有罪判決が言い渡され、京都も管理責任を問われる形で、Bリーグから譴責と制裁金100万円の処分が下された。
これらの相次ぐ不祥事を受け、これまでチームを支援していた複数のスポンサー企業が相次いで降板するなど、世間からの逆風に晒された異様な雰囲気で開幕を迎える。開幕は昨年に続いて三遠とのカードが組まれ、2試合目でシーズン初勝利を飾る。前述の永吉佑也の1年間の出場停止処分に加え、11月2日の福岡戦でジュリアン・マブンガが右手首を故障したことを受け、11月5日には三遠を自由交渉となっていたシャキール・モリスを緊急補強した。復帰後はマブンガとサイモンの両外国籍選手が、40分間のフル出場も厭わぬ覚悟で試合に出続け奮闘。特に12月15日の三河戦では、共に二度に渡る延長戦を含む50分間フル出場で戦い抜き勝利するなど鬼気迫る姿であった。最終的にこのシーズン、マブンガは平均38分15秒の出場時間で平均21.6得点・8.7リバウンド・8.5アシストでアシスト王のタイトルを獲得。サイモンも平均37分17秒の出場時間で平均24.3得点・8.7リバウンド・2.2アシスト・2.1ブロックを記録するなど、獅子奮迅の働きを見せた。4月13日には出場停止処分が解かれた永吉佑也が約1年ぶりに試合出場、2年連続のチャンピオンシップ進出に向け最終盤まで奮闘するも、名古屋D・三河・富山と争った西地区2位・ワイルドカード下位の出場枠を掴むことはできず、31勝29敗で西地区6チーム中3位（全体9位）となりチャンピオンシップ進出を逃した。なお、1月24日には双方合意のうえ、近忍と契約を解除している。

#### 2019-20シーズン（B1西地区）
シーズンスローガン：「もっと！ハンナリーズ」
浜口HCの9シーズン目。選手では、スピードを武器にペイントエリアで得点を積み重ねていたPGの伊藤達哉が大阪エヴェッサへ移籍。献身的な守備とキャリアハイの得点能力で全60試合でスタメン出場を果たした晴山ケビンも千葉ジェッツふなばしへ移籍している。他では、頓宮裕人が島根スサノオマジックへ、岸田篤生が西宮ストークスへ、片岡大晴が仙台89ERSへそれぞれ移籍。シャキール・モリスも退団となった。一方で、三河から日本代表経験のある松井啓十郎が加入。横浜で特別指定選手として活動していた中村太地とプロ契約。三河からは村上直が復帰し、大阪から期限付き移籍で加入していた綿貫瞬も完全移籍に移行となった。外国籍選手には150kgの超重量級センターのラシャーン・ホロウェイを新たに獲得。また、シーズン途中には東海大学4年の寺嶋良とプロ契約、地元の京都産業大学4年の大庭岳輝、九州共立大学4年の久保田義章とそれぞれ特別指定選手契約を締結している。
この年は出だしから絶好調。スタメン平均身長197cm（中村・松井・マブンガ・永吉・サイモン）のビッグラインナップを武器に、9月に行われたアーリーカップで琉球に73-61で勝利し無敗での優勝を果たすと、開幕後も勢いそのままに、Bリーグ新記録となる開幕6連勝スタートで全体首位に立つ。10月27日に福知山で行われた新潟戦では残り47.2秒での松井啓十郎でのスリーポイントシュートでシーソーゲーム（71-69）を制し、11月2日の千葉戦では、残り0.4秒でデイヴィッド・サイモンのタップシュートが決まり劇的な逆転勝利（82-81）を飾るなど、初の西地区優勝に向けて快調な滑り出しを見せていた。しかし、ハンドラー不足と相手チームからの対策を受けて11月3日の千葉戦を境に全く勝てなくなり、13連敗を喫して一気に西地区最下位に転落、B1残留も危ぶまれるほどに急失速。13連敗中にラシャーン・ホロウェイに変えて三遠からジェシー・ゴーバンを、東海大学で高い得点力を発揮していた寺嶋良とプロ契約を結ぶ。寺嶋と中村のダブルガードが機能したことで息を吹き返し、12月29日の三遠戦に勝利してB.LEAGUE 通算100勝目を記録。この勝利から一気に7連勝で残留争いを脱出し、今度は一転してチャンピオンシップ進出争いに加わった。この年は開幕6連勝→中盤戦で13連敗→即7連勝と波が激しいシーズンとなった。3月に新型コロナウイルス感染症の流行によりシーズン打ち切りとなるまでの成績は20勝21敗で西地区6チーム中4位。松井啓十郎がスリーポイントシュート成功率47.2%で当時のBリーグ新記録を叩き出し、自身初のスリーポイント成功率のタイトルを獲得している。

#### 2020-21シーズン（B1西地区）
シーズンスローガン：「熱京ハンナリーズ」
9シーズンに渡って京都を率いた浜口炎が富山グラウジーズへ移籍。久山智志ACが信州ブレイブウォリアーズのACに、高橋哲也ACが愛媛オレンジバイキングスのACにそれぞれ就任した。後任として、滋賀レイクスターズでACを務めていた小川伸也が新HCに就任。ハミルトン高校ACのクリス・ホルムと、大阪体育大学の男子バスケットボール部ACの井堀真緒がACに、専修大学を日本一に導いた経験を持つ中原雄がテクニカルアドバイザーにそれぞれ就任した。コロナ禍の影響で今シーズンより東西2地区制、B2への成績不振での降格が廃止となる。選手では、村上直が19-20年限りで現役を引退。また、大型ガードとして40試合にスタメン出場した中村太地が、日本人選手では初となるアジア特別枠選手として、韓国リーグ（KBL）の原州DBプロミに移籍する。ジェシー・ゴーバンも同じくKBLのソウル三星サンダースへ移籍した。その他、チームの顔として在籍したジュリアン・マブンガが富山グラウジーズへ、岡田優介と綿貫瞬がアースフレンズ東京Zへ、玉木祥護がレバンガ北海道へ、鶴田美勇士がパスラボ山形ワイヴァンズへ移籍。一方で、名古屋Dから満田丈太郎、三河から會田圭佑、福岡から石谷聡、群馬で特別指定選手として活動していた細川一輝を獲得。外国籍選手ではレイヴォンテ・ライス、ジャスティン・ハーパーが新加入した。また、左足腓腹筋筋損傷でインジュアリーリスト入りした内海慎吾の代替選手として、富山を退団した菅澤紀行と短期契約。新型コロナウイルスによる新規外国人の入国規制を受けて、横浜EXを退団していたジョーダン・フェイゾンと外国籍選手追加契約ルールでの契約を結んだ。また、2月5日には、洛南高校3年の小川敦也が練習生として加入している（3月19日に筑波大学に進学のため退団）。
チームはホームでの開幕4連戦を全敗と苦しい幕開けとなり、5戦目のアウェーでの大阪戦で小川HCの就任初勝利を飾った。11月6日には、左足腓腹筋筋断裂でインジュアリーリスト入りしたジャスティン・ハーパーの代替選手として、越谷を退団していた216cmの長身を誇るベンジャミン・ローソンと新たに短期契約。その後菅澤紀行は11月15日に契約満了により退団、ベンジャミン・ローソンも12月30日に契約満了により退団しファイティングイーグルス名古屋への移籍が決まった。前半戦は序盤は連携ミスでのターンオーバーが目立ち落とす試合も多く、2020年内の連勝は川崎戦2連勝の1度のみと苦戦する。中盤戦以降は、寺嶋・細川・満田・ハーパー（ローソン）・サイモンのスタートメンバー、久保田・松井・ライス・永吉のセカンドユニットとチームの陣容を構築できたことで琉球やA東京など優勝争いを演じるチームにも勝利を掴んでいる。また、同年のオールスターゲームでは、寺嶋良がSNS投票枠で1位となり、京都からは初めてとなるオールスターゲームへの出場が内定していたが、新型コロナウイルスの影響で開催中止となったため幻に終わった。4月10日の広島戦では、チーム史上最多得点差となる40点差での勝利を収める（99-59）。最終成績は21勝36敗で西地区10チーム中8位。
1月8日、運営会社のスポーツコミュニケーションKYOTO株式会社は、代表取締役社長に株式会社電通出身の森田鉄兵が就任することを発表した。これまでアークレイ株式会社からの内部登用が常であったが、初の社外出身者の代表取締役就任となる。

#### 2021-22シーズン（B1西地区）
シーズンスローガン：「STEP UP」
小川HCの2シーズン目。熊本ヴォルターズで強化・編成アドバイザーを務めていた渡邉拓馬がGMに就任。テクニカルアドバイザーの中原雄が退団した。選手では、全試合でスタメン出場した司令塔の寺嶋良が広島ドラゴンフライズへ移籍。松井啓十郎が富山グラウジーズへ、大庭岳輝が横浜ビー・コルセアーズへ、石谷聡が佐賀バルーナーズへそれぞれ移籍した。レイヴォンテ・ライスも退団。短期契約を結んでいた菅澤紀行も長崎ヴェルカへの移籍が決まった。一方で、三遠から鈴木達也、三河から加藤寿一、北海道から内田旦人、横浜から秋山皓太が加入した。9月30日には、新外国籍選手として契約したジャメル・アーティスがメディカルチェックにて契約を締結できない結果が出て契約を解除することとなったため、緊急補強として岐阜スゥープスを退団していたワース・スミスと契約を締結した。また、シーズン途中には、大黒柱のデイヴィッド・サイモンの故障に対応すべく、青森ワッツからマイケル・クレイグを、金沢武士団からデュサン・ヴィチェンティッチを補強。また、白鴎大学4年の小室昂大、関西学院大学4年の小西聖也とそれぞれ特別指定選手契約を結んでいる。
チームは開幕戦で新潟に勝利するも、シーズン4試合目の大阪戦での敗戦を機に浮上のきっかけを掴めず、12月18日の北海道戦をオーバータイムの末制するまで、チーム歴代ワーストとなる16連敗を喫する。10月22日にはワース・スミスに変えて、FE名古屋を自由交渉になっていた、日本での実績が豊富なジェローム・ティルマンを獲得した。しかし、16連敗を脱出後もすぐに5連敗を喫し、3勝21敗（勝率.125）の西地区最下位で年を明けてしまう。1月3日の三河戦では、4Q残り0.1秒での久保田義章のタフショットで追いつき、オーバータイム残り3秒でのデイヴィッド・サイモンのスリーポイントで逆転するなど、二度のビッグショットを沈めての勝利で5連敗を脱出。1月末の三遠戦での連勝で西地区最下位を脱出した。しかし、その後は再び低空飛行が続き、4月からも10連敗を喫するなど、故障者が相次いだこの年はシーズンを通して状態が上がらず、最終的には14勝43敗で西地区11チーム中9位（全体19位）。勝ち越せたチームは1チームも無かった。この年までコロナ禍の影響で成績不振による降格は無いためB1には残留している。シーズン終了後、小川伸也HC（後に千葉ジェッツふなばしのAC就任）並びにクリス・ホルムAC（後に茨城ロボッツのAC就任）の退任が決まった。同シーズンをもって現役引退となった内海慎吾がユースチームのコーチングスタッフに就任した。
3月10日、経営体制の一新が発表され、それまでのアークレイ株式会社一社の100%子会社体制から、カーディーラーなど経営の株式会社マツシマホールディングスと京都市内で最大の客室数のエムズホテルチェーンの経営を行っている株式会社アーキエムズの二社へ無償譲渡されることが発表された。チームを運営するスポーツコミュニケーションKYOTOも、代表取締役社長が森田鉄兵から、ラグビー・トップリーグのコカ・コーラレッドスパークスの元選手である松島鴻太が就任している。なお、シーズン終了まではアークレイ社の子会社のままで、2022-23シーズン開始の7月1日から新体制となる。

#### 2022-23シーズン（B1西地区）
シーズンスローガン：「共に、登る。」
この年から、コロナ禍で停止されていた成績不振によるB2降格が復活となる。小川伸也の後任ヘッドコーチとして、過去にはナイキ・フープサミットの世界選抜ヘッドコーチとして30人以上のNBA選手を育成し、カナダ代表では世代別のヘッドコーチ、2021年にはドイツ代表のアシスタントコーチ（東京オリンピックベスト8）、2022年からはエジプト代表のヘッドコーチ、NBAではサクラメント・キングスのアシスタントコーチや統括を務めるなど、世界的な指導者として名高いロイ・ラナがHCに就任した。また、ラナと共にサクラメント・キングスの指導者となっていたアンソニー・ケント、NBAGリーグなどでの指導経験の豊富なタイラー・ガトリン、三遠から間宮誠がそれぞれACに就任した。選手では、内海慎吾が現役引退。また、18-19シーズンから4シーズンに渡って絶対的な得点源として牽引してきたデイヴィッド・サイモンが契約解除となり、韓国リーグ（KBL）の高陽キャロットジャンパーズへ移籍。鈴木達也が大阪エヴェッサ、細川一輝が三遠ネオフェニックス、加藤寿一が仙台89ERS、永吉佑也がライジングゼファーフクオカ、會田圭佑と内田旦人が青森ワッツ、ジャスティン・ハーパーが越谷アルファーズ、秋山皓太が立川ダイスへそれぞれ移籍した。ジェローム・ティルマンも退団。一方、大阪から青木龍史とザック・モーア、滋賀から小澤智将とトビンマーカス海舟、福島から水野幹太と若手有望株を獲得。また、アジア特別選手としてフィリピン代表経験のあるマシュー・ライトと契約。外国籍選手は三河からジェロード・ユトフ、NBAのフェニックス・サンズなどで通算183試合に出場したシェック・ディアロ、カナダ出身のティージェー・ロールとそれぞれ契約を結んだ。また12月26日には、拓殖大学4年の益子拓己、専修大学2年の淺野ケニーとそれぞれ特別指定選手契約を締結している。
チームは、開幕2戦目の仙台戦を66-65の1点差で制してラナ体制の初勝利を飾る。10月20日には、脳震盪により戦列を離れたティージェー・ロールに変わり、新潟を自由交渉となっていたチリジ・ネパウェと契約。その後は勝ったり負けたりを繰り返しながらも、バイウィーク明けの北海道戦を連勝し、407日ぶりの貯金生活に突入するなど、まずまずのスタートを切っている。12月9日には、チリジ・ネパウェに代わり、滋賀でスコアラーとして活躍したノヴァー・ガドソンと契約したが、翌年1月23日に契約解除となり富山グラウジーズに移籍している。2月12日の大阪戦でシーズン15勝目を挙げたことで、22試合を残して前年度の成績（14勝43敗）を上回るなど、チームとして全体的に成長の兆しが灯るシーズンとなった。2月24日にはティージェー・ロールが退団し、島根を自由交渉となっていたエペ・ウドゥと新たに契約を結ぶ。バイウィーク明けの3月の試合は、名古屋D・広島・千葉J・琉球・島根・広島と、後にチャンピオンシップに進出することになる強豪相手との9連戦を迎える。初戦の名古屋D戦こそ勝利を納めたものの、以後は善戦を繰り返すもあと一歩で勝利には繋がらず8連敗を喫した。コロナ禍で禁止となっていた声出し応援が解禁された4月5日の滋賀戦で連敗を止めた。4月16日の秋田戦に勝利したことでB1残留が確定。最終成績は22勝38敗で西地区7位（全体19位）。この年は、新規スポンサーが115社の増加、平均来場者数は前年比2.2倍を記録し、Bリーグ開幕後初めてB1ワーストを脱するなど、運営面においても成長の見られた1年となった。

#### 2023-24シーズン（B1西地区）
シーズンスローガン：「共に、登る。」
ロイ・ラナHCの2シーズン目。ACを務めていたタイラー・ガトリンが東京八王子ビートレインズのHCに就任となり退団。ジャーメイン・スモールが新たにACとして加入。また、熊本ヴォルターズでAGMを務めていたジョバンニ・ペレズが新たにGM補佐兼運営ディレクターに就任した。選手では、エペ・ウドゥがNBAアトランタ・ホークスのACに就任し現役を引退。また、久保田義章がシーホース三河に、ジェロード・ユトフが横浜ビー・コルセアーズに、トビンマーカス海舟が千葉ジェッツふなばしに、満田丈太郎が福井ブローウィンズに、小澤智将が横浜エクセレンスに、小室昂大が東京八王子ビートレインズに、シェック・ディアロがプエルトリコリーグのCangrejeros de Santurceへそれぞれ移籍した。また、同シーズンをもって退団していたザック・モーアがアースフレンズ東京Zへ、特別指定選手として活動していた益子拓己の川崎ブレイブサンダースへの移籍が23-24シーズン途中に決まっている。一方、信州から京都府出身の岡田侑大、川崎から前田悟、新潟から澁田怜音、千葉からラシード・ファラーズ、三遠から半澤凌太、山形から鈴木悠介、横浜からチャールズ・ジャクソン、渋谷からケビン・ジョーンズ、NBA下部のGリーグなど8ヶ国でのプレー経験を持つステイシー・デイビスが加入した。
8月1日、チームカラーを浅葱色から花浅葱に刷新することを発表。併せて、B.LEAGUE PREMIER（新B1）への参入を目指すことを明言した。開幕は、ワールドカップで日本の48年ぶりの自力でのオリンピック出場の立役者となった河村勇輝を擁する横浜を迎え2連戦。開幕戦でチーム過去最多を更新する4,321人の来場者数を記録、翌日のgame2でも4,325人を記録し、2日連続でのチーム来場者数記録を更新するが、試合は両日とも横浜に敗れ連敗スタートとなった。開幕6試合目の秋田戦を88-70で勝利しシーズン初勝利を飾る。11月29日にはステイシー・デイヴィスが新潟アルビレックスBBに移籍となり、翌11月30日にはシェック・ディアロが半年ぶりに京都に復帰することが決まった。12月9日の島根戦の勝利に続き、12月17日の宇都宮戦では最大16点ビハインドからの逆転勝利を納めるなど強豪相手にも勝利を飾るも2023年は8勝18敗の地区最下位に留まる。1月末から2月にかけては、西地区6連覇中の琉球に10試合ぶりの勝利、島根戦での20点ビハインドから大逆転勝利、その次の川崎戦でも勝利を収めるなど強豪チームからの勝利を掴む試合が随所に見られたものの、ターンオーバーからの失点や勝負所でのシュートを決めきれずに接戦を落とす試合が目立ち、開幕4試合目に地区最下位に沈んで以降、一度もこの位置を脱出することなく6試合を残して初の地区最下位が確定。4月14日の大阪戦での勝利でB1残留を決めた。5月6日の長崎との最終戦では、この年8度目のチーム最多来場者記録更新となる6,267人を記録するも、試合は再延長戦の末敗れた。最終戦績は17勝43敗（全体20位）。
2024年3月14日、京都府の西脇隆俊知事が、京都府向日市の京都向日町競輪場の敷地内に、新アリーナの建設の整備計画があることを発表。2028年度の開業を目指し、収容人数は8,000人以上、総工費340億円となる見通し。当アリーナへ本拠地を移転することにより、B.LEAGUE PREMIER（新B1）参入に必要なアリーナ条件を満たすことになる。

#### 2024-25シーズン（B1西地区）
シーズンスローガン：「共に、登る。」
ロイ・ラナHCの3シーズン目。B.LEAGUE PREMIER（新B1）への移行に伴う再編措置として、このシーズンより2年間、成績不振でのB2降格が廃止となる。GM補佐兼運営ディレクターのジョバンニ・ペレズが退団し、前年までコーディネーターの永安美智子がAGMに就任。首脳陣では、ACを務めていたアンソニー・ケントがアースフレンズ東京ZのHCに、井堀真緒ACが茨城ロボッツのACに就任となり退団し、ジャーメイン・スモールACの退団も決まった。一方で、NBAロサンゼルス・レイカーズのアキーム・ウィリアムス、東京Uの遠藤将洋が新ACに就任となる。選手では、マシュー・ライトが川崎ブレイブサンダースに、半澤凌太が仙台89ERSに、鈴木悠介がレバンガ北海道に、ケビン・ジョーンズがサンロッカーズ渋谷に、青木龍史が愛媛オレンジバイキングスに、シェック・ディアロがプエルトリコリーグのOsos de Manatiに移籍。一方、秋田から元日本代表の古川孝敏、富山から小野龍猛、島根から帰化選手のエドワード・モリス、大阪からアンジェロ・カロイアロが加入。FE名古屋から川嶋勇人が7年ぶりに復帰となった。特別指定選手では法政大学4年の岡部雅大が加入した。また、北海道からダラル・ウィリスjrの加入も決まっていたが、メディカルチェックの合格基準を満たず契約解除となったため、新たに川崎を退団していたジョーダン・ヒースが加入した。
開幕はホームで佐賀と対戦。1試合目を70-48で勝利し、3シーズンぶりの開幕戦勝利を飾る。翌週の群馬戦ではカード連勝を飾るなど、開幕10試合を1勝9敗でスタートした昨年とは一転、比較的好調な滑り出しを見せる。12月14日の三河戦を91-70で勝利し、B1ホーム通算100勝を記録。12月19日にはB.LEAGUE PREMIER（新B1）への初年度からの参入が決定した。この年は岡田侑大とアンジェロ・カロイアロを中心とした高確率のオフェンスが機能し、低迷していた近年からは一転し、勝率.500〜.550の間を行ったり来たりしながら、CS進出に向けて西地区2位の座を島根と争う。3月末には当時全体首位の三遠を相手に連勝し最後まで追い縋るも、7年ぶりのCS進出は叶わなかった。それでも最後6試合（4/20~5/4）を5年ぶりの6連勝で締め、最終成績は6年ぶりのシーズン勝ち越しとなる33勝27敗の西地区3位（総合10位）と明るいシーズンとなった。

#### 2025-26シーズン（B1西地区）
現行レギュレーションの最終年度。渡邊拓馬GM、永安美智子AGMが退任、福島ファイヤーボンズのGM・AGMに就任し、後任GMには松島鴻太が代表取締役社長と兼務する。また、3シーズンに渡って指揮を執ったロイ・ラナHCが退任しヨルダン代表のHCに就任、間宮誠ACもヨルダン代表のACに就任となった。また、アキーム・ウィリアムスACの退任も決まった。後任には前年まで福井HCの伊佐勉が就任。ACには、新潟や横浜BCでHCの経験を持つ前秋田ACの福田将吾と、前福島ACの上杉翔、アラスカ大学フェアバンクス校で女子バスケットボール部のACを務めていた内木主道が新たに就任した。選手では、絶対的エースとして君臨した岡田侑大が島根スサノオマジックに移籍。水野幹太が川崎ブレイブサンダースへ、小西聖也がさいたまブロンコスへ、岡部雅大が青森ワッツ（期限付き移籍）へ、エドワード・モリスの退団も決まった。一方、青森からホール百音アレックス、福井から渡辺竜之佑、千葉Jから期限付き移籍で小川麻斗が加入した。また、フィリピン代表のジェイミー・マロンゾが帰化アジア枠で加入した。

## 成績

### B.LEAGUE
B.LEAGUE EARLY CUP2019：優勝
※2019-20シーズンは、新型コロナウイルス感染拡大によりプレーオフ未実施
タイトル・表彰
・平均アシスト1位：ジュリアン・マブンガ（2018-19） 53試合･450アシスト（平均8.5）
・スリーポイント成功率1位：松井啓十郎（2019-20）41試合･47.2%（試投数193･成功91）
・新人賞ベストファイブ：寺嶋良（2020-21）

### 過去のリーグ戦

#### bjリーグ
| 年度    | レギュラーシーズン | レギュラーシーズン | レギュラーシーズン | レギュラーシーズン | レギュラーシーズン | レギュラーシーズン | レギュラーシーズン | レギュラーシーズン | 最終結果 | HC                       | 備考                        |
| 年度    | 勝                 | 敗                 | 勝率               | ゲーム差           | 得点               | 失点               | 得失点差           | 順位               | 最終結果 | HC                       | 備考                        |
| ------- | ------------------ | ------------------ | ------------------ | ------------------ | ------------------ | ------------------ | ------------------ | ------------------ | -------- | ------------------------ | --------------------------- |
| 2009-10 | 17                 | 35                 | .327               | 17.0(12.0)         | 78.6               | 83.6               | -5.0               | 西6位              | 11位     | ベンワー →青野和人(代行) | bjリーグ新規参入            |
| 2010-11 | 28                 | 20                 | .583               | 5.0                | 88.9               | 83.4               | +5.5               | 西5位              | 9位      | 青野和人                 | プレイオフ 地区1回戦敗退    |
| 2011-12 | 34                 | 18                 | .654               | 5.0                | 78.6               | 74.0               | +4.6               | 西3位              | 4位      | 浜口炎                   | プレイオフ ファイナルズ出場 |
| 2012-13 | 29                 | 23                 | .558               | 13.0               | 78.3               | 75.4               | +2.9               | 西5位              | 3位      | 浜口炎                   | プレイオフ ファイナルズ出場 |
| 2013-14 | 34                 | 18                 | .654               | 9.0                | 77.5               | 70.1               | +7.4               | 西2位              | 4位      | 浜口炎                   | プレイオフ ファイナルズ出場 |
| 2014-15 | 44                 | 8                  | .846               | -2.0               | 78.3               | 63.9               | +14.4              | 西1位              | 5位      | 浜口炎                   | プレイオフ 地区準決勝敗退   |
| 2015-16 | 41                 | 11                 | .788               | -1.0               | 78.6               | 69.5               | +9.1               | 西1位              | 4位      | 浜口炎                   | プレイオフ ファイナルズ出場 |

ゲーム差は()外は1位、()内はプレイオフ圏との差をそれぞれ表している。

### タイトル・表彰
ベスト5
- bjリーグ2009-10 G マクムード・アブドゥル＝ラウーフ
- bjリーグ2014-15 F レジー・ウォーレン

最高フリースロー成功率
- bjリーグ2010-11 G マクムード・アブドゥル＝ラウーフ 成功率89.0% （成功数81本/試投数91本・42試合出場）
- bjリーグ2012-13 F デイビッド・パルマー 成功率89.5% （成功数111本/試投数124本・46試合出場）

## 選手とスタッフ

### 歴代ヘッドコーチ
1. デービッド・ベンワー(2009-10)
2. 青野和人(2010-11)
3. 浜口炎(2011-20)
4. 小川伸也(2020-22)
5. ロイ・ラナ（2022-25）
6. 伊佐勉（2025-

### 歴代キャプテン
1. 澤岻直人(2009-10)
2. 瀬戸山京介(2010-11)
3. 瀬戸山京介/ランス・オーレッド(2011-12)
4. 瀬戸山京介/ジャーメイン・ボィエット(2012-13)
5. 瀬戸山京介/デイビッド・パルマー(2013-14)
6. 日下光/デイビッド・パルマー(2014-15)
7. 村上直/ケビン・コッツァー(2015-16)
8. 佐藤託矢(2016ｰ17)
9. 内海慎吾(2017ｰ20)
10. 永吉佑也(2020-21)
11. 満田丈太郎(2021-22)
12. 満田丈太郎/ジェロード・ユトフ(2022-23）
13. 小西聖也/チャールズ・ジャクソン(2023-2024)
14. 小野龍猛/チャールズ・ジャクソン(2024-)

### 過去の所属選手と背番号の変遷
- 0　瀬戸山京介(10-16) - 寺嶋良(19.12-21) - ジャメル・アーティス(21-21.9) - ワース・スミス(21.10) - 小野龍猛(24-)
- 1　澤岻直人(09-10) - ババカ・カマラ(11途中-12) - 岡田優(12-14) - タイレン・ジョンソン(15.12-16) - 小島元基(16-17) - ジェシー・ゴーバン(19.12-20) - 會田圭佑(20-22) - ジェロード・ユトフ(22-23)
- 2　レジー・ウォーレン(10-11) - ジャーメイン・ボイェット(11-13) - レジー・ウォーレン(14-15) - 川嶋勇人(16-17)
- 3　石橋晴行(11-12) - 枡田祐介(13-15) - 伊藤達哉(17.2-19) - 水野幹太(22-25) - 澁田怜音(25-)
- 4　ステイシー・デイビス(23-23.11)
- 5　岩佐潤(09-10) - 井上裕介(10-12) - マーカス・ダブ(16-18) - 小西聖也(22.1-25)
- 6　中村太地(19-20)
- 7　マクムード・アブドゥル＝ラウーフ(09-11) - リック・リカート(11-12) - 薦田拓也(13-16) - 晴山ケビン(17-19) - 大庭岳輝(19.12-21) - ジェローム・ティルマン(21.10-22) - マシュー・ライト(22-24)
- 8　村上直(12-17､19-20) - ティージェー・ロール(22-23.2)
- 9　仲村直人(10-12) - 綿貫瞬(13-15) - 小島元基(16.2-16.6[注 1])ｰ綿貫瞬(17-20) - 小澤智将(22-23) - ジェイミー・マロンゾ(25-)
- 10 鶴田美勇士(19.1-20) - 菅澤紀行(20-20.11) - チャールズ・ジャクソン(23-)
- 11 川辺泰三(09-12) - 久保田義章(20.1-23) - 前田悟(23-24[注 2]) - 岡部雅大(24-)
- 12 デイビッド・パルマー(12-15.12) - 岡田優介(16-20) - 小川麻斗(25-)
- 13 近忍(18-19.1) - 青木龍史(22-24) - 前田悟(24-)
- 14 ウェンデル・ホワイト(10-11.3) - 稲垣諒(12-13) - 坂東拓(17-18.9)
- 15 ジェイアール・インマン(10.1-10) - ラリー・オーウェンス(15-15.12) - 佐藤託矢(16-17) - 玉木祥護(19.1-20) - 内田旦人(21-22) - チリジ・ネパウェ(22.10-11) - 鈴木悠介(23-24) - 川嶋勇人(24-)
- 16 松井啓十郎(19-21) - 淺野ケニー(22.12-23.2) - 渡辺竜之佑(25-)
- 17 早川大史(09-10途中) - マイケル・フェイ(10-11) - 日下光(13-17)
- 18 モーゼス・エハンベ(15.12-16)
- 19 徳永林太郎(15-16)
- 20 北村豪希(12-14) - 岸田篤生(18-19)
- 21 寒竹隼人(12-14) - 満田丈太郎(20-23) - ケビン・ジョーンズ(23-24) - ダラル・ウィリスjr(24-24.8)
- 22 ジョッシュ・ボスティック(09-10) - 川畑隼人(10.12-11) - モー・チャーロ(17.3-17.5) - ローレンス・ブラックレッジ(17.12-18.1) - トビンマーカス海舟(22-23)
- 23 エドウィン・ユービレス(13-14) - シャキール・モリス(18.11-19) - レイヴォンテ・ライス(20-21) - マイケル・クレイグ(21.12) - デュサン・ヴィチェンティッチ(22.2-22.3) - ノヴァー・ガドソン(22.12-23.1) - 半澤凌太(23-24)
- 24 ローレンス・ヒル(16-17.2) - 石谷聡(20-21) - 秋山皓太(21-22) - ラシード・ファラーズ(23-)
- 25 佐藤託矢(15-16[注 3]) - 鈴木達也(21-22)
- 29 細川一輝(20-22)
- 30 浅野崇史(09.10-10) - リー・クマード(11-12)
- 31 加藤寿一(21-22) - シェック・ディアロ(22-23､23.11-24)
- 32 ライアン・フォーハンケリー(14-15) - ジュリアン・マブンガ(17-20) -  ジャスティン・ハーパー(20-22) - アンジェロ・カロイアロ(24-)
- 33 ゴードン・クライバー(11.3-11) - 内海慎吾(14-22) - エドワード・モリス(24-25)
- 34 瀬戸山京介(09-10・10より0番に変更) - ジョー・ワーナー(13-14) - 籔内幸樹(15-17) - ジョシュア・スミス(17-18) - ベンジャミン・ローソン(20.11-20.12) - ザック・モーア(22-23) - 澁田怜音(23-25[注 4])
- 35 ジョーダン・ヒース(24-)
- 39 ホール百音アレックス(25-)
- 40 ジョーダン・フェイゾン(20.10)
- 41 ランス・オーレッド(11-12) - マーカス・クザン(12-13)
- 42 ジーノ・ポマーレ(12-13) - ケビン・コッツァー(14-17) - 益子拓己(22.12-23)
- 43 永吉佑也(17ｰ22)
- 44 ジョン・クリフォード(09-10)
- 45 頓宮裕人(16.12-19) - ラシャーン・ホロウェイ(19-19.11)
- 50 村上直(09-12[注 5]) - デイヴィッド・サイモン(18-22)
- 51 古川孝敏(24-)
- 54 キブエ・トリム(10-11) - クリス・ホルム(13-14)
- 55 レダ・ラリーミ(09-10) - はんニャリン・ブースター番号(10-)
- 56 小室昂大(21.12-23)
- 77 トラビス・デロチョウスキー(15.12) - エペ・ウドゥ(23.2-23) - 岡田侑大(23-25)
- 89 日下光(11.3-6)
- 91 片岡大晴(12-13､17-19)

### 過去にNBA在籍経験のある選手
（）内は京都所属年度と所属したNBAチーム。
- マクムード・アブドゥル＝ラウーフ（09-11、デンバー・ナゲッツ等 586試合）
- マイケル・フェイ（10-11、ロサンゼルス・レイカーズ 0試合）
- ランス・オーレッド（英語版）（11-12、クリーブランド・キャバリアーズ 3試合）
- リック・リカート（11-12、ミネソタ・ティンバーウルブズ等 0試合）
- ジャーメイン・ボイェット（英語版）（11-13、ユタ・ジャズ 0試合）
- マーカス・クザン（英語版）（12-13、ヒューストン・ロケッツ 4試合）
- エドウィン・ユービレス(13-14、ワシントン・ウィザーズ 4試合）
- ラリー・オーウェンス（英語版）（15-15.12、サンアントニオ・スパーズ等 19試合）
- タイレン・ジョンソン（英語版）（15.12-16、インディアナ・ペイサーズ 0試合）
- モーゼス・エヘンベ（英語版）（15.12-16、ニューオーリンズ・ホーネッツ 0試合）
- ローレンス・ヒル（16-17.2、サクラメント・キングス 0試合）
- マーカス・ダブ（16-18、オクラホマシティ・サンダー 0試合）
- ジョシュア・スミス（17-18、ヒューストン・ロケッツ 0試合）
- ジャスティン・ハーパー（20-22 、オーランド・マジック等 22試合）
- ジェロード・ユトフ（22-23、ダラス・マーベリックス等 16試合）
- シェック・ディアロ（22-23、フェニックス・サンズ等 183試合）
- エペ・ウドゥ(23.2-23、ゴールデンステート・ウォリアーズ等 384試合）
- ケビン・ジョーンズ(23-、クリーブランド・キャバリアーズ 32試合）

## 応援

### チアダンスチーム
ハンナリーズと同年に結成されたチアダンスチーム「はんなりん」が活動している。2009-10シーズンベスト賞受賞。

### アリーナナビゲーター（アリーナDJ）
- 常深裕司（09-10） - 竹内琢也（10-11） - 吉村和人（11-16） - 河合康行（16 - ）

### マスコット
- はんニャリン（青い猫）[1][49]

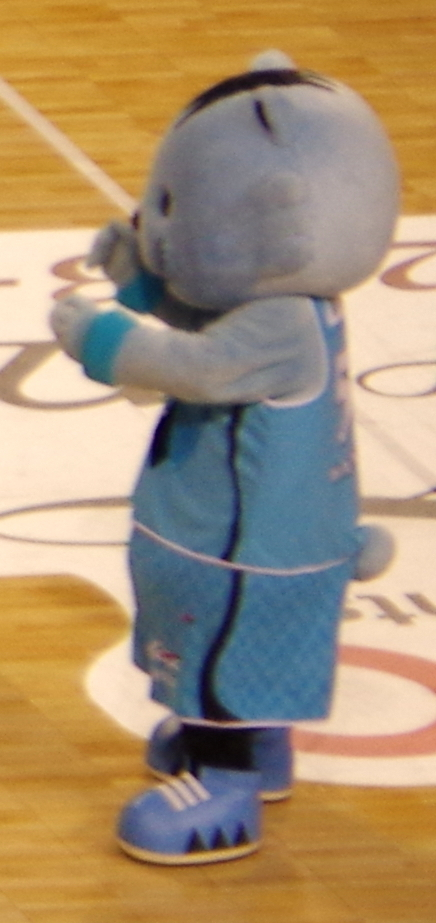
はんニャリン

bjリーグ参入2年目の2010-11シーズンより登場。背番号はブースター番号である55。参入初年度は賃貸住宅情報誌「CHINTAI」のマスコット、「チンタイガー」が頻繁に登場していたが、シーズン終了をもって卒業し、その後は不定期で登場する。はんニャリンとチンタイガーはカラーリングが似ている。

### チーム応援怪獣
- キングジョーブラック

2010-11シーズン開幕前にbjリーグが実施した「ウルトラ怪獣ドラフト2010」で獲得した。
”初代”キングジョーが破壊した「六甲防衛センター」のモデルが国立京都国際会館であるという”因縁”がある。

### オフィシャルソング
- 茜色と陽炎の中で　DJ SANCON feat. TAKUMA（10-FEET）、N∀OKI（ROTTEN GRAFFTY）、DOCTOR HASEGAWA

### 他団体との提携
- 2009-10シーズンより、ホームゲームの2試合を京都バスケットボール協会の協賛を受けて開催している[50]。
- 関西所在チームの大阪、滋賀と協力し、3チーム合同のメディア出演やアウェイゲームチケットの販売を行った。
- 京都サンガF.C.、京都アストドリームスと提携し、入場料割引やグッズを貰えるスタンプラリーを実施した。

## 社会貢献活動

### LOVE BLUE PROJECT
2021-22シーズンを通して、京都ハンナリーズ、滋賀レイクスターズ、両チームのオフィシャルウェアサプライヤーを務めるhummelの三者が協働し、両チームの関係者やブースターと共に地域の水辺を清掃・保全する環境保全活動が行われた。第1回は2021年の11月20日に、鴨川での清掃活動を実施。第2回は、京滋ダービーが行われた翌日の22年3月21日に、滋賀の本拠地・ウカルちゃんアリーナ近辺の琵琶湖岸で行われている。第3回となるシーズン終了後の5月29日には、清掃活動に加え琵琶湖疏水記念館にて水資源の重要性について学ぶ企画も行われ、京都からは久保田義章、滋賀からは柏倉哲平のほか、両チームのマスコットキャラクターやチアも参加している。

### 献血キャンペーン
2021年から、京都府赤十字血液センターとのコラボ企画を継続的に実施。献血に協力した方へのコラボグッズのプレゼントや、選手による献血体験動画を公式YouTubeに投稿するなど、献血への窓口を拡げている。